# Монашеский орден
Мона́шеский о́рден в католичестве, а также у некоторых протестантов — сообщество монашествующих, члены которого соблюдают общий устав монастыря и приносят торжественные обеты. В зависимости от специфики различаются:
- Ордены бенедиктинского устава
- Нищенствующие ордены

Особняком стоят августинцы и иезуиты. Последние могут, если это необходимо, не придерживаться никаких традиционных монашеских правил, помимо послушания.
В восточных католических церквях также существуют монашеские ордены, называемые по-славянски «чинами» (василиане — чин святого Василия Великого).
В православных церквях монашество в указанном плане было более однородным и деления на ордена никогда не знало.